# Bright Red
Bright Red è un album di Laurie Anderson pubblicato nel 1994.
In realtà il disco è composto da due sezioni: le prime sette tracce (Bright Red) e le restanti (Tightrope).
Tutte le musiche e i testi sono di Laurie Anderson, salvo quanto indicato nelle parentesi.

## Tracce
1. Speechless  – 5:20
2. Bright Red  – 3:12
3. The Puppet Motel  – 3:09 (Anderson, Brian Eno)
4. Speak My Language  – 3:38
5. World Without End  – 2:47
6. Freefall  – 4:32
7. Muddy River  – 3:02 (Anderson, Brian Eno)
8. Beautiful Pea Green Boat  – 4:20
9. Love Among the Sailors  – 2:49
10. Poison  – 3:47 (Anderson, Brian Eno)
11. In Our Sleep  – 2:31 (Anderson, Lou Reed)
12. Night in Baghdad  – 3:23
13. Tightrope  – 5:58 (Anderson, Brian Eno)
14. Same Time Tomorrow  – 3:51